# Phrixothrix obscurus
Phrixothrix obscurus is een keversoort uit de familie Phengodidae. De wetenschappelijke naam van de soort is voor het eerst geldig gepubliceerd in 1915 door Pic.